# قائمة الأشخاص المصابين بالاضطراب ما بعد الصدمة
لقد عانى العديد من الأشخاص البارزين من اضطراب الكرب التالي للصدمة النفسية أو اضطراب ما بعد الصدمة، أو ما يُعرف اختصارًا بـ PTSD. هذه قائمة بأشخاص مع مصادر موثوقة تؤكد أنهم واجهوا صعوبات مع اضطراب ما بعد الصدمة. في حالة الشخصيات التاريخية، يتم تضمين التشخيص بأثر رجعي فقط عندما تشير المصادر الرئيسية والخبراء إلى أنهم ربما كانوا يعانون من الاضطراب.
اضطراب ما بعد الصدمة هو اضطراب نفسي يتطور بعد حدث صادم، مثل مشاهدة أو تجربة الحروب، الاعتداء الجنسي، إساءة معاملة الأطفال، العنف المنزلي، الإبادة الجماعية، الكوارث الطبيعية، الحوادث المرورية، وما إلى ذلك. ليس كل من يمر بتجربة صادمة قد يحدث لديه الاضطراب. تشمل الأعراض الذكريات المستعادة، الكوابيس,، زيادة استجابة الكر أو الفر، الضيق العقلي والجسدي عند تذكر الصدمة، محاولات لتجنب الذكريات الصادمة أو تذكيرات الصدمة، نسيان أجزاء من الحدث الصادم، المعتقدات السلبية عن الذات و/أو العالم، السلوك المتهور، مشاكل في النوم، التهيج, الحالة العاطفية السلبية، الشعور بالانفصال عن الآخرين، لوم الذات على الصدمة، وعدم القدرة على تجربة السعادة أو المتعة. النساء أكثر عرضة للإصابة باضطراب ما بعد الصدمة من الرجال.

## القائمة

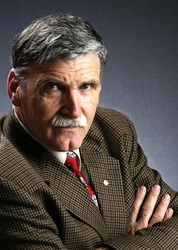
روميو دالير، إنساني وكاتب

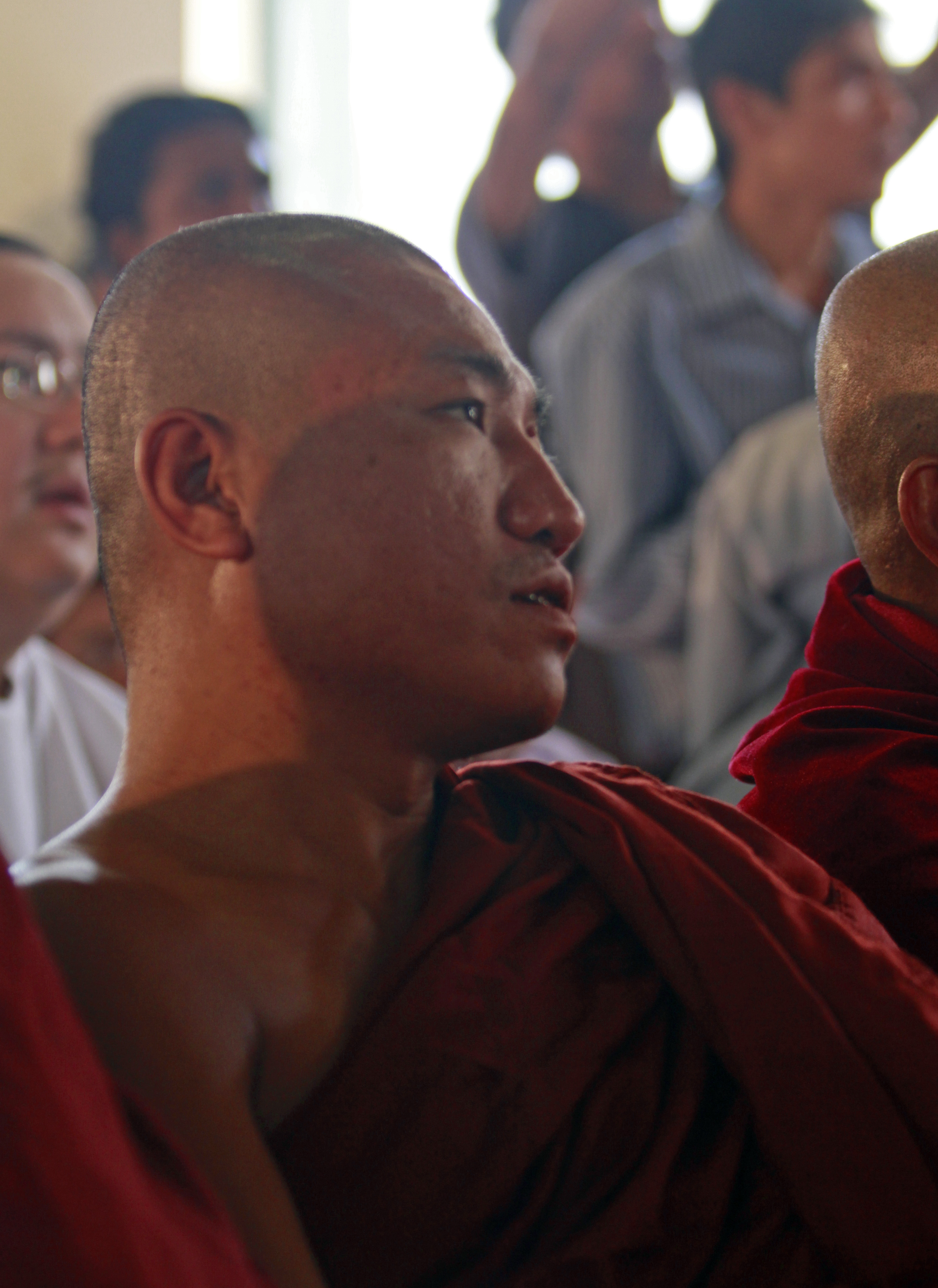
يو غامبيرا، ناشط وراهب بوذي سابق

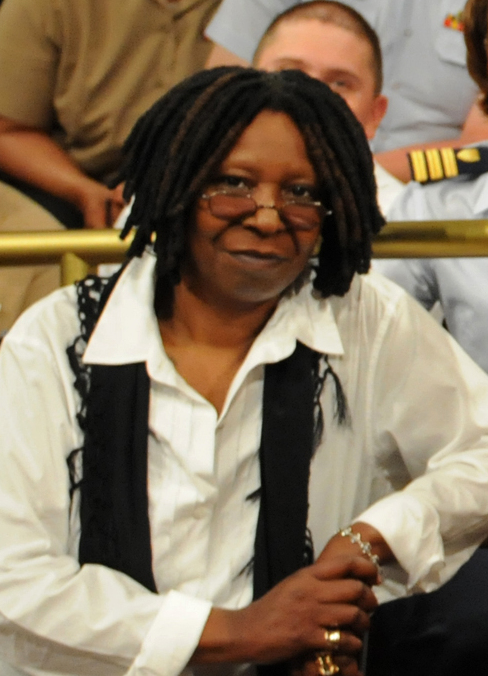
ووبي غولدبرغ، كوميدية أمريكية

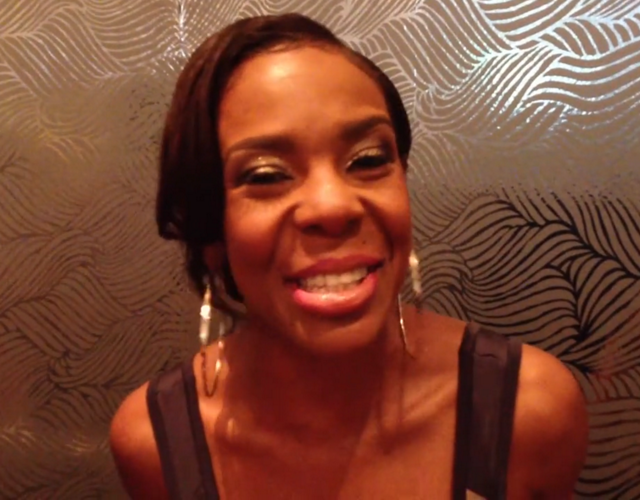
أندريا كيلي، راقصة ومنسقة رقص

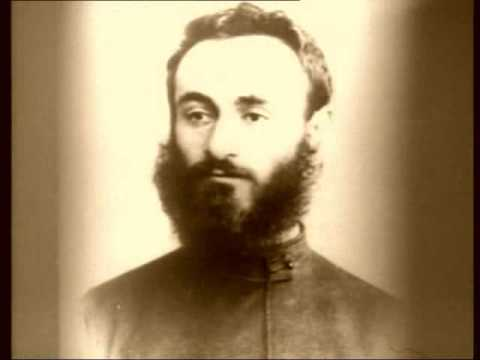
كوميتاس، كاهن وموسيقي وناجي من الإبادة الجماعية للأرمن

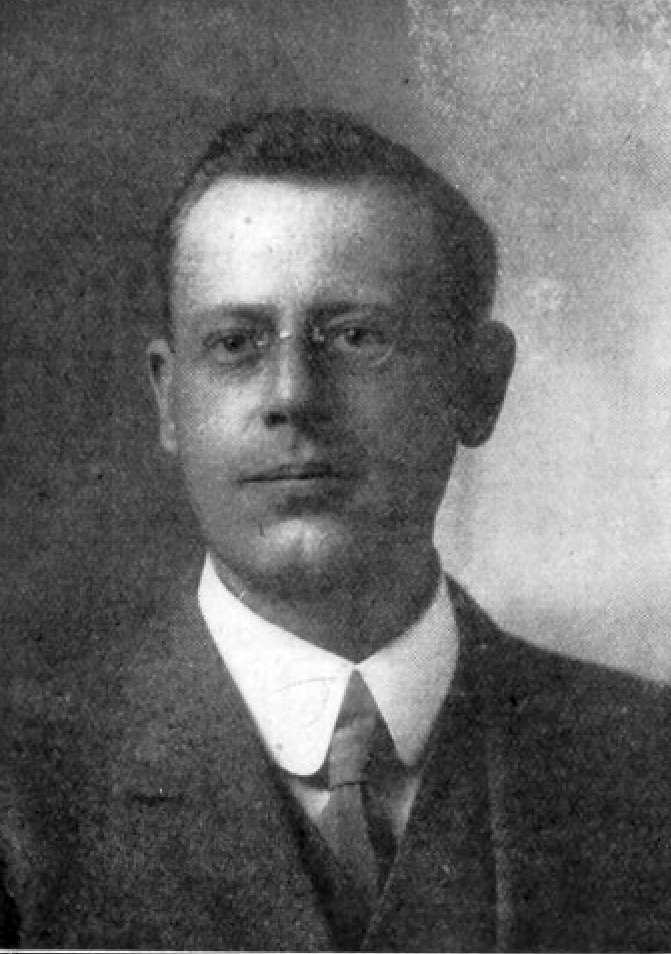
بيرسيفال لانكستر، مهندس وكاتب

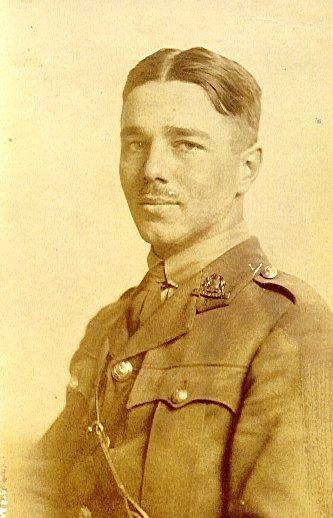
ويلفريد أوين، جندي وشاعر

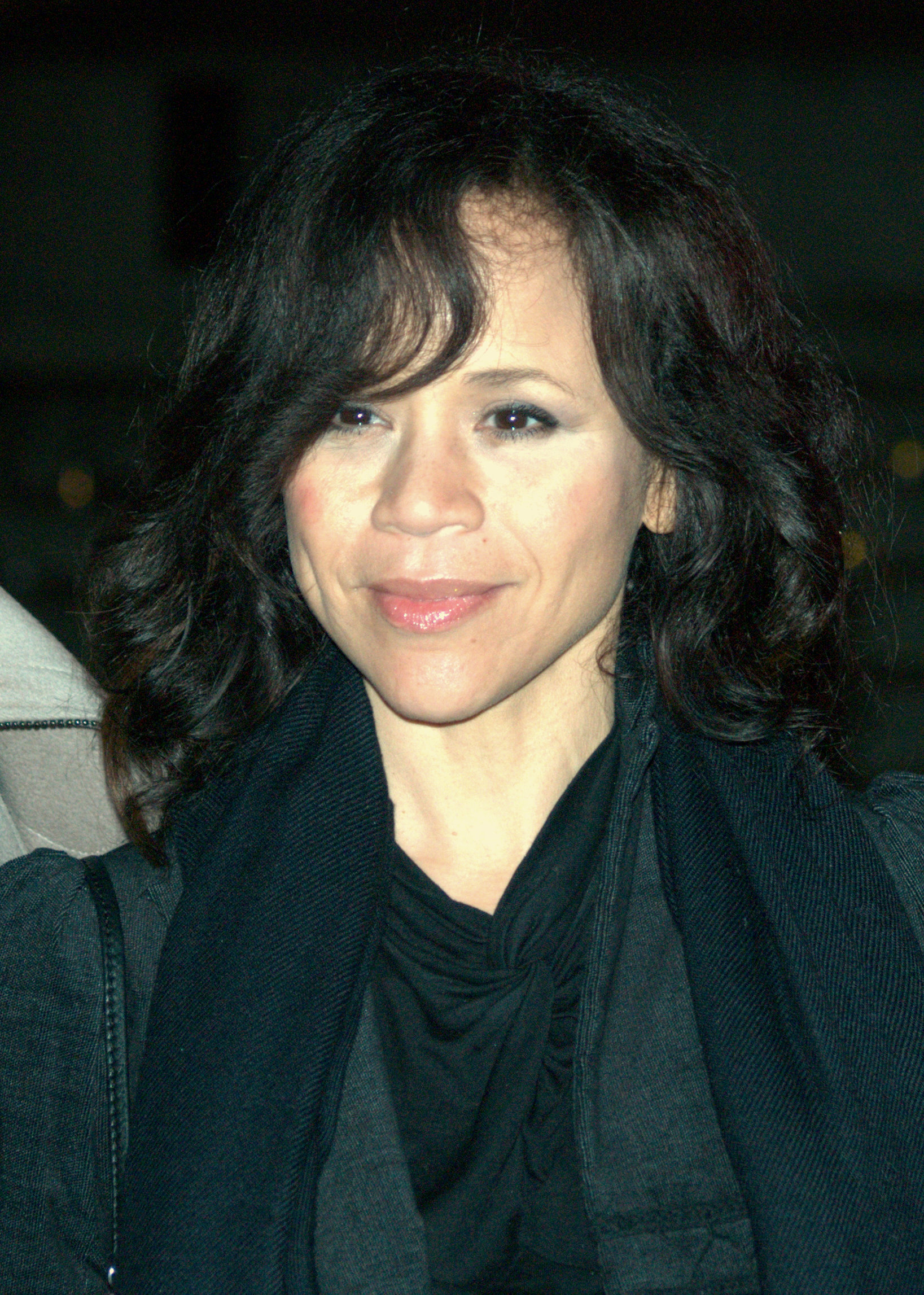
روزي بيريز، ممثلة وناشطة

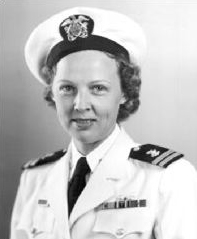
دوروثي ستيل دانر، ممرضة في الحرب

- أنتوني أسيفيدو (1924–2018)، جندي مكسيكي-أمريكي في الحرب العالمية الثانية[3][4]
- أغار آدمسون (1865–1929)، جندي كندي[5]
- ليلي ألين (من مواليد 1985)، مغنية بريطانية[6]
- دينيس آفي (1919–2015)، جندي بريطاني وأسير حرب[7]
- ميلاني براون (من مواليد 1975)، مغنية وكاتبة أغاني إنجليزية[8]
- كيلسي باليريني (من مواليد 1993)، مغنية أمريكية[9]
- ميشا بارتون (من مواليد 1986)، ممثلة بريطانية-أمريكية[10]
- ديريك بيل (من مواليد 1963)، لاعب كرة قدم إنجليزي[11]
- دونالد بولدوك (من مواليد 1962)، جندي أمريكي و سياسي[12][13]
- كيت بورنشتاين (من مواليد 1948)، فنانة أمريكية وكاتبة[14]
- غريغوري بويينغتون (1912–1988)، طيار أمريكي ومقاتل في الحرب العالمية الثانية. لم يتم تشخيصه قط، لكنه أظهر جميع الأعراض الكلاسيكية لاضطراب ما بعد الصدمة قال ذات مرة: أرني بطلاً وسأريك بائساً.[15][16]
- أبيجيل برسلين (من مواليد 1996)، ممثلة ومغنية أمريكية[17][18]
- جاسبر بريت (1895–1917)، لاعب ركبي أيرلندي[19]
- كايلار برودوس (من مواليد 1963)، محامي أمريكي[20]
- جوزيف بروداك، لص بنوك أمريكي[21]
- كريس براون (من مواليد 1989)، مغني وكاتب أغاني أمريكي[22][23]
- داميان براون (من مواليد 1984)، مقاتل فنون قتالية مختلطة أسترالي[24][25]
- نيش بروس (1956–2002)، جندي في الجيش البريطاني وقافز بالمظلات[26][27][28]
- جيرمان بوش (1903–1939)، ضابط عسكري بوليفي ورئيس بوليفيا الـ 36[29]
- بيدرو كانو (1920–1952)، جندي مكسيكي-أمريكي في الحرب العالمية الثانية[30]
- جوزيف قاو (من مواليد 1967)، سياسي فيتنامي-أمريكي[31]
- ليندا أنتوني (من مواليد 1949 أو 1950)، بحرية ملكية بريطانية[32]
- ويليام هـ. كريستيان (1825–1887)، عميد أمريكي خلال الحرب الأهلية[33][34]
- سيركويت ديز يو (من مواليد 1988)، مغني وملحن وكاتب أغاني أمريكي[35]
- ديزي كولمان (1997–2020)، ناشطة أمريكية لضحايا الاعتداءات الجنسية[36][37][38][39]
- كايدن كولمان (من مواليد 1986)، مؤثر أمريكي على وسائل التواصل الاجتماعي وناشط في حقوق المتحولين جنسياً[40]
- روجر كوبر، رجل أعمال بريطاني[41]
- ليلا كورمان (من مواليد 1972)، رسامة كاريكاتير أمريكية[42]
- شارلي كوكس (من مواليد 1995)، ناشطة بريطانية في مجال الصحة النفسية[43]
- كريس كرامر (1948–2021)، صحفي بريطاني وتنفيذي إعلامي[44]
- جيمس كريدل (1945–2023)، ناشط أمريكي من أجل قدامى المحاربين وحقوق مجتمع الميم[45]
- روميو دالير (من مواليد 1946)، إنساني كندي وسياسي[46][47]
- توني ديل (من مواليد 1945)، لاعب كريكيت أسترالي[48][49]
- نوربرت ديني (من مواليد 1949)، ناشط ألماني ضد الاعتداءات الجنسية في الكنيسة الكاثوليكية[50][51][52]
- بيث دوبين (من مواليد 1994)، عداءة اسكتلندية[53]
- مارك ل. دونالد (من مواليد 1967)، جندي أمريكي من قوات النخبة البحرية[54]
- تايلور دامبسون (من مواليد 1995 أو 1996)، محامية أمريكية[55][56][57]
- ألاستير دنكان (1952–2016)، ضابط في الجيش البريطاني[58]
- ليندي إنغلاند (مواليد 1982)، مجرمة حرب أمريكية شاركت في إساءة معاملة السجناء والتعذيب في سجن أبي غريب[59][60]
- روبين إسبينوسا (1983–2015)، مصور وصحفي مكسيكي[61][62]
- سارا إيفانز (مواليد 1971)، مغنية وكاتبة أغاني أمريكية[63][64]
- جورج فارمر، بريطاني متخصص في فن الزراعة المائية[65][66]
- لويس فونسيكا (مواليد 1980)، مساعد طبي في البحرية الأمريكية[67][68][69]
- ستيفاني فو (مواليد 1987)، صحفية ومؤلفة ماليزية أمريكية[70][71]
- كيلي فريزر (1993–2019)، مغنية إينوكية كندية[72]
- كاثرين غاليفورد (مواليد 1966 أو 1967)، رقيب في شرطة الخيالة الكندية الملكية[73]
- لورينا غالو (مواليد 1969)، ناشطة حقوقية أمريكية ضحية العنف الأسري تم تبرئتها من قطع عضوه التناسلي لزوجها[74][75][76][77]
- جيمي غالت (1885–1935)، لاعب كرة قدم اسكتلندي[78]
- يو غامبيران (مواليد 1979)، ناشط بورمي وراهب بوذي سابق [79][80][81]
- أبي غاردنر-شارب (1843–1921)، أمريكية نجت من الاختطاف وكتبت مذكرات عن تجربتها[82]
- كوني غلين (مواليد 1994)، شخصية إنترنت إنجليزية[83][84]
- ووبي غولدبرغ (مواليد 1955)، ممثلة كوميدية أمريكية وكاتبة[85][86]
- أريانا غراندي (مواليد 1993)، مغنية وكاتبة أغاني أمريكية[87][88]
- روبرت غريفز (1895–1985)، شاعر، روائي، وناقد بريطاني[89][90]
- دور غرين (مواليد 1954)، كاتب إسرائيلي-بلغاري[91][92]
- ستيفان غرينير، ضابط عسكري كندي وكاتب[93]
- مات غريشام (مواليد 1988)، مغني وكاتب أغاني أسترالي[94]
- ديرل هامند (مواليد 1955)، كوميدي وممثل أمريكي[95]
- ديفيد هايغ، محامي بريطاني[96]
- كريغ هاريسون (مواليد 1974)، قناص بريطاني[97]
- أنجل هيز (مواليد 1991)، مغنية ومغنية راب أمريكية[98]
- زوي هيلين (مواليد 1964)، ناشطة بيئية أمريكية وداعمة لعلاج عقار مخل بالنفس[99]
- كارل هيسي (1911–1978)، رسام ألماني-كندي[100][101]
- ديفيد هوغ (مواليد 2000)، ناشط أمريكي في مجال مكافحة الأسلحة[102]
- خوسيه إل. هولغوين (1921–1994)، جندي أمريكي في الحرب العالمية الثانية[103]
- ماندي هورفاث (مواليد 1993)، متسلقة جبلية أمريكية[104][105]
- فرانسين هيغز (1947–2017)، امرأة أمريكية تم تبرئتها من قتل زوجها المسيء (متلازمة المرأة المنتهكة)[106][107][108]
- هاري جاكسون (1924–2011)، فنان أمريكي[109][110][111]
- باريس جاكسون (مواليد 1998)، عارضة أزياء أمريكية، ممثلة، مغنية، وعازفة موسيقى[112][113][114]
- أوليفر جاكسون كوهين (مواليد 1986)، ممثل إنجليزي.[115][116] تحدياته في الصحة النفسية أثرت على طريقة أدائه لشخصيات مختلفة.[117]
- جميلة جميل (مواليد 1986)، ممثلة إنجليزية وناشطة[118][119]
- عبد الرحيم عبد الرزاق جانكو (مواليد 1977)، رجل كردي معتقل في معتقل غوانتانامو[120]
- دانيال جونز (مواليد 1979)، موسيقي ومغني أسترالي[121]
- دوايت إتش جونسون (1947–1971)، جندي أمريكي حائز على وسام الشرف[122]
- جايسون كاندر (مواليد 1981)، محامي وسياسي أمريكي[123]
- شاليني كانتايا، مخرجة وناشطة بيئية[124]
- فيرجال كيني (مواليد 1961)، صحفي إيرلندي[125][126]
- أندريا كيلي (مواليد 1974)، مصممة رقصات، راقصة، وممثلة أمريكية[127][128]
- جاكلين كينيدي (1929–1994)، اجتماعية أمريكية وسيدة أولى[129][130][131][132]
- سوزي كليبلود (مواليد 1949)، مؤلفة وناشطة أمريكية[133]
- كيرا نايتلي (مواليد 1985)، ممثلة إنجليزية[134][135]
- أليسيا كوزاكوفيتش (مواليد 1988)، متحدثة تحفيزية وناشطة في قضايا المفقودين الأمريكيين[136]
- شيا لابوف (مواليد 1986)، ممثل أمريكي[137]
- ليدي غاغا (مواليد 1986)، مغنية-كاتبة أغاني وممثلة أمريكية[138][139][140]
- إريكا رينيه لاند (مواليد 1983)، كاتبة أمريكية[141][142][143]
- إيرني لابوينت (مواليد 1948)، مؤلف لاكوتا[144]
- بيرسيفال لانكستر (1880–1937)، مهندس مدني وكاتب بريطاني[145][146][147]
- جانيت ليش، عاملة اجتماعية إنجليزية[148]
- ليفت أت لندن (من مواليد 1996)، مغنية وكاتبة أغاني أمريكية[149]
- روبن لهنر (من مواليد 1991)، لاعب هوكي جليد سويدي[150]
- بريمو ليفي (1919–1987)، كيميائي وكاتب يهودي إيطالي[151][152]
- ليزا-جين لويس (من مواليد 1977)، مذيعة بريطانية[153]
- لورانس ليندل (من مواليد 1988)، رسام كاريكاتير أمريكي[154]
- ليندا لوفليس (1949–2002)، ممثلة إباحية أمريكية أصبحت ناشطة معارضة للإباحية لاحقًا في حياتها[155]
- كلينت مالارشوك (من مواليد 1961)، لاعب هوكي جليد كندي[156]
- غابرييل ماك، كاتب وصحفي أمريكي[157][158][159][160][161]
- نيل ماكاي (من مواليد 1969 أو 1970)، صحفي، كاتب، وصانع أفلام من أيرلندا الشمالية[162]
- أيمي مان (من مواليد 1960)، مغنية وكاتبة أغاني أمريكية[163]
- كاثرين ماردن، كاتبة وناشطة كندية[164]
- هانز يواخيم مرسيل (1919–1942)، طيار مقاتل ألماني في القوات الجوية[165]
- روبرت ماسون (عسكري) (من مواليد 1942)، محارب قديم أمريكي ومؤلف[166]
- انالين ماكورد (من مواليد 1987)، ممثلة أمريكية وعارضة أزياء وناشطة[167]
- ديفيد ماكبرايد (من مواليد 1963)، جندي أسترالي وموظف سابق كشف عن جرائم الحرب الأسترالية خلال الحرب في أفغانستان[168]
- جون مكغافوك غرايدر (1893–1918)، طيار مقاتل أمريكي في الحرب العالمية الأولى[169]
- انتحار روني ماكنوت (1987–2020)، رجل أمريكي انتحر على البث المباشر على فيسبوك[170]
- توماس ميلفيل لوان (1878–؟)، مهندس معماري اسكتلندي[171]
- جيمس بليك ميلر (من مواليد 1984)، مارين أمريكي شارك في حرب العراق[172]
- جوزيف دانييل ميلر (من مواليد 1964)، قاتل متسلسل أمريكي (وفقًا لمحامي الدفاع)[173]
- شيريه ميلر (من مواليد 1971)، مجرمة أمريكية[174]
- والتر ميلر (كاتب) (1923–1996)، كاتب خيال علمي أمريكي[175]
- لويس كارلوس مونتالفان (1973–2016)، جندي أمريكي وكاتب[176][177]
- ديفين مور (من مواليد 1985)، قاتل أمريكي[178]
- ديفيد مورغان (من مواليد 1947)، طيار بحرية بريطاني وسلاح الجو الملكي[179]
- فيليب موريس (من مواليد 1968)، ضحية اختطاف إنجليزي[180][181]
- سيث مولتون (من مواليد 1978)، سياسي أمريكي[182]
- بنديكت جوزيف مردوخ (1886–1973)، قس كندي وكاتب[183]
- أودي مورفي (1925–1971)، ممثل أمريكي وجندي وكاتب أغاني[184][185]
- جوزيف بي. نويل (1841–1882)، بحّار كندي-أمريكي خدم في البحرية الأمريكية.[186]
- براندي نوروود (مواليد 1979)، مغنية وكاتبة أغانٍ ومنتجة تسجيلات وعارضة أزياء أمريكية.[187]
- ليو أوبراين (مواليد 1972)، سياسي أسترالي.[188]
- سينيد أوكونور (1966–2023)، مغنية وكاتبة أغانٍ وناشطة أيرلندية (مصابة بـ اضطراب الكرب التالي للصدمة المعقد).[189]
- رسمية عودة (مواليد 1947 أو 1948)، ناشطة فلسطينية-أردنية اتُهمت في تفجيرات الجبهة الشعبية في القدس 1969.[190][191][192][193]
- كريس أوبي (مواليد 1987)، درّاج بريطاني.[194]
- ويلفريد أوين (1893–1918)، شاعر وجندي إنجليزي.[195][196][197]
- أليكس أوومي (مواليد 1984)، لاعب كرة سلة نيجيري-أمريكي.[198][199]
- خوسيه باديلا (مواليد 1970)، مجرم أمريكي.[200][201]
- روبرت بارك (من مواليد 1981)، مبشّر وناشط أمريكي.[202]
- صموئيل بيبس (1633–1703)، كاتب مذكرات وإداري بحري إنجليزي.[203][204]
- روزي بيريز (من مواليد 1964)، ممثلة ومصممة رقصات وراقصة أمريكية.[205][206][207]
- غيورغ-أندرياس بوغاني (من مواليد 1971)، جندي وناشط ألماني-أمريكي.[208]
- نوا بوتهوفن (2001–2019)، ناشطة ومؤلفة هولندية.[209][210]
- علي شلال القيسي (من مواليد 1962)، عراقي احتُجز وتعرّض للتعذيب في سجن أبو غريب خلال الاحتلال الأمريكي.[211][212]
- جيمس رودس (من مواليد 1975)، عازف بيانو وكاتب بريطاني-إسباني.[213]
- إيما روديك (من مواليد 1997)، سياسية اسكتلندية.[214]
- ميشيل روس (من مواليد 1982)، عالمة أعصاب ومؤلفة وشخصية إعلامية أمريكية.[215]
- جان رَف أوهيرن (1923–2019)، ناشطة أسترالية من أصل إندونيسي في مجال حقوق الإنسان وناجية من اغتصاب في حرب.[216][217][218]
- جيروم ديفيد سالينجر (1919–2010)، كاتب أمريكي.[219][220][221]
- أحمد ناصر سرماست، عالم علم موسيقى الشعوب أفغاني-أسترالي.[222]
- سيغفريد ساسون (1886–1967)، شاعر حربي وكاتب إنجليزي.[223]
- جانينا سكارليت (ولدت عام 1983)، كاتبة وعالمة نفس أوكرانية أمريكية يهودية[224][225][226]
- جان سكروغز (ولد عام 1950)، جندي أمريكي شارك في حرب فيتنام ومؤسس منظمة غير ربحية[227]
- جيف شو (قائد من السكان الأصليين) (ولد حوالي 1945)، زعيم من السكان الأصليين في أستراليا من شعبي شعب الأررنته وشعب الكايتيت[228]
- غيل شيهي (1936–2020)، كاتبة وصحفية ومحاضرة أمريكية[229]
- سادفي سيدهالي شري (ولدت عام 1983)، ناشطة أمريكية[230]
- بول شووي (ولد عام 1970)، لاعب بيسبول أمريكي[231]
- سيا (ولدت عام 1975)، مغنية وكاتبة أغانٍ أسترالية[232][233]
- لودون سينكيد (1973–2019)، مقاتل فنون قتالية مختلطة أمريكي[234]
- إيما سلايد (ولدت عام 1966)، متحدثة بريطانية[235]
- الدكتور تشارلز سميث (ولد عام 1940)، نحات وواعظ أمريكي[236]
- ألبرت سميث (1913–1970)، صحفي أمريكي[237]
- كوميتاس (1869–1935)، المعروف باسم كوميتاس؛ كاهن وموسيقي وعالم موسيقى أرمني عثماني نجا من الإبادة الجماعية للأرمن[238]
- دانيال سومرز (1983–2013)، جندي أمريكي شارك في حرب العراق، وقد أصبحت رسالة انتحاره ظاهرة فيروسية[239][240]
- جونيور جيه. سبوريير (1922–1984)، جندي أمريكي شارك في الحرب العالمية الثانية[241]
- هانس-أرنولد شتالشميت (1920–1942)، طيار ألماني في القوات الجوية (ألمانيا النازية)[242]
- ألكسندرا ستان (ولدت عام 1989)، مغنية وكاتبة أغانٍ رومانية[243][244]
- ستيفان ستِك (1964–2005)، جندي حفظ سلام بولندي في الأمم المتحدة[245]
- هاينريش شتيغمان (1888–1945)، رسام ونحات ألماني[246]
- جيم ستيرلينغ (ولد عام 1984)، يوتيوبر ومصارع إنجليزي-أمريكي[247]
- دوروثي ستيل دانر (1914–2001)، ممرضة بحرية أمريكية في الحرب العالمية الثانية[248][249]
- جوليوس شتراوس (ولد عام 1968)، صحفي بريطاني ومرشد صحراوي[250]
- إريكا سوليفان (ولدت عام 2000)، سباحة أولمبية تمثل الولايات المتحدة الأمريكية[251][252]
- تشارلز سومنر (1811–1874)، سياسي أمريكي[253]
- أنتوني سووفورد (ولد عام 1970)، كاتب أمريكي[254]
- جاك هندريك تايلور (1909–1959)، ضابط بحرية أمريكي وناجي من معسكرات الاعتقال النازية[255]
- كلود أنشين توماس (ولد عام 1947)، راهب زن أمريكي وجندي في حرب فيتنام[256]
- هيو طومسون جونيور (1943–2006)، ضابط في الجيش الأمريكي يُنسب إليه إنهاء مذبحة ماي لاي[257]
- غونفالد تومستاد (1918–1970)، عضو في المقاومة النرويجية خلال الحرب العالمية الثانية[258]
- ماري ترامب (من مواليد 1965)، عالمة نفس وكاتبة أمريكية[259]
- هيوستون تاملين (1992–2021)، ممثل أمريكي[260][261][262]
- راشيل فينبرغ (من مواليد 1998)، متزلجة على الألواح وممثلة أمريكية[263]
- كورت فونيجت (1922–2007)، مؤلف أمريكي، محارب قديم، وأسير[264][265][266]
- بروسلاف فوجييتش (من مواليد 1960)، كاتب صربي كندي[267]
- سام وادزورث (1896–1961)، لاعب كرة قدم إنجليزي[268]
- نيكو وولكر (من مواليد 1985)، كاتب أمريكي[269][270][271]
- جن والش (من مواليد 1960)، سياسي أمريكي[272][273][274]
- إسمى ويجون وانغ، كاتبة أمريكية[275][276]
- ماسي وايتنايف، رجل أعمال ومنتج كندي[277]
- لوسي ويكس (من مواليد 1973)، سياسية أسترالية[278]
- دينيس ويغان (1893–1958)، لاعب كريكيت إنجليزي[279]
- توم ويلز (1835–1880)، رياضي أسترالي[280][281]
- رون ويلسون (مقدم تلفزيوني) (من مواليد 1954)، مقدم تلفزيوني وإذاعي من أيرلندا الشمالية وأستراليا[282]
- أليكس وينتر (من مواليد 1965)، ممثل ومخرج بريطاني-أمريكي[283]
- بوغدان-داويد ووجدوفسكي (1930–1994)، كاتب يهودي بولندي[284]
- بريانا وو (من مواليد 1971)، مطورة ألعاب فيديو ومبرمجة كمبيوتر أمريكية[285]
- ويل يونغ (من مواليد 1979)، مغني وكاتب أغاني وممثل بريطاني[286]
- تيفاني يو (من مواليد 1988)، رائدة أعمال وناشطة أمريكية[287]
- كيث زيتلموير (1955–1995)، قاتل أمريكي[288][289]